# Peskovi
A Peskovi hegycsúcs a Šar-hegység egyik csúcsa 2651 méteres tengerszint feletti magassággal. A hegycsúcs Észak-Macedónia és Koszovó határán található. A hegycsúcs Koszovó második legmagasabb hegycsúcsa. A Peskovi-csúcs környékén számos tó található a koszovói oldalon, például a Nagy-Jažinačko-tó.

## Fordítás
- Ez a szócikk részben vagy egészben  a   Peskovi című angol Wikipédia-szócikk ezen változatának fordításán alapul.  Az eredeti cikk szerkesztőit annak laptörténete sorolja fel. Ez a jelzés csupán a megfogalmazás eredetét és a szerzői jogokat jelzi, nem szolgál a cikkben szereplő információk forrásmegjelöléseként.